# Мария Антония Пармская
Мария Антония Джузеппа Вальбурга Анна Луиза Винченца Маргарита Катерина Пармская (28 ноября 1774, Парма — 20 февраля 1841, Рим) — принцесса Пармская, дочь герцога Фердинанда I Пармского и эрцгерцогини Марии Амалии Австрийской. Монахиня-урсулинка.

## Биография
Вопреки распространённому мнению, она не была названа в честь своей тёти, королевы Марии Антуанетты, которая не была её крёстной матерью. Крёстными родителями Марии Антонии были её дядя император Иосиф II и тётя её отца Мария Антония Испанская, королева Сардинии, в честь которой и была названа принцесса. Мария Антония росла со своим братом и сёстрами при герцогском дворе Пармы, где её домашним прозвищем было Тонина. Она была одарённой художницей и проходила обучение у придворных художников Джузеппе Бальдриги и Доменико Муцци, а также у других профессоров Академии изящных искусств Пармы.
В 1796 году Парма была оккупирована Францией. Её родителям было позволено формально оставаться на троне, но их контролировали французские гвардейцы. Мария Антония и её сестра Карлотта были совершенно свободны, поскольку считались аполитичными. Сёстры оставались рядом со своими родителями и поддерживали их во время французской оккупации. Однако, в то время как Шарлотта была достаточно милой, что губернатор Жан Андош Жюно рекомендовал признать её принцессой Франции и назначить пенсию, Мария Антония была суровой и сдержанной. После смерти отца в октябре 1802 года сёстры и их мать приняли участие в его официальных государственных похоронах. Когда их мать была выслана французами после похорон, они сопровождали её в Прагу, где составляли ей компанию до самой её смерти. Во время их пребывания в Праге сёстры смирились со своей участью и проводили всё время в молитвах.
Мария Антония никогда не была замужем и стала послушницей в урсулинском монастыре в 1802 году. Спустя год, 22 апреля 1803 года, она постриглась в монахини и сменила имя на сестру Луизу Марию. В 1804 году её сестра переехала в Рим, а Мария Антония оставалась в Праге до падения Наполеона, после чего вернулась в Парму.
В последующие годы она вела тихую и скромную жизнь в монастыре урсулинок в Парме. Прожив там много лет, 9 мая 1831 года она переехала в монастырь святой Агаты в Риме, где и умерла в 1841 году.